# Nomo del Ibis

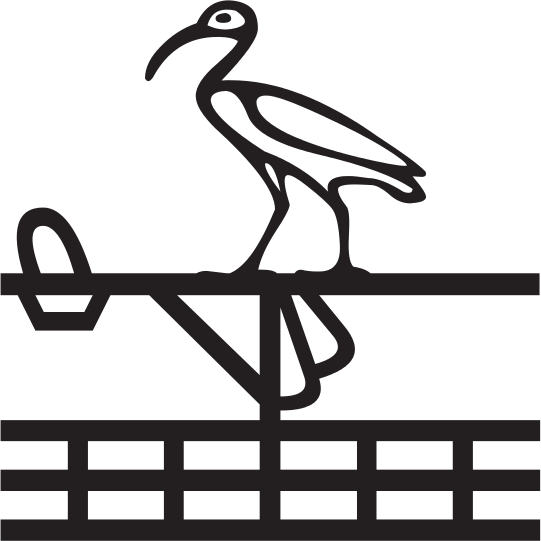
Jeroglífico del nomo del Ibis.

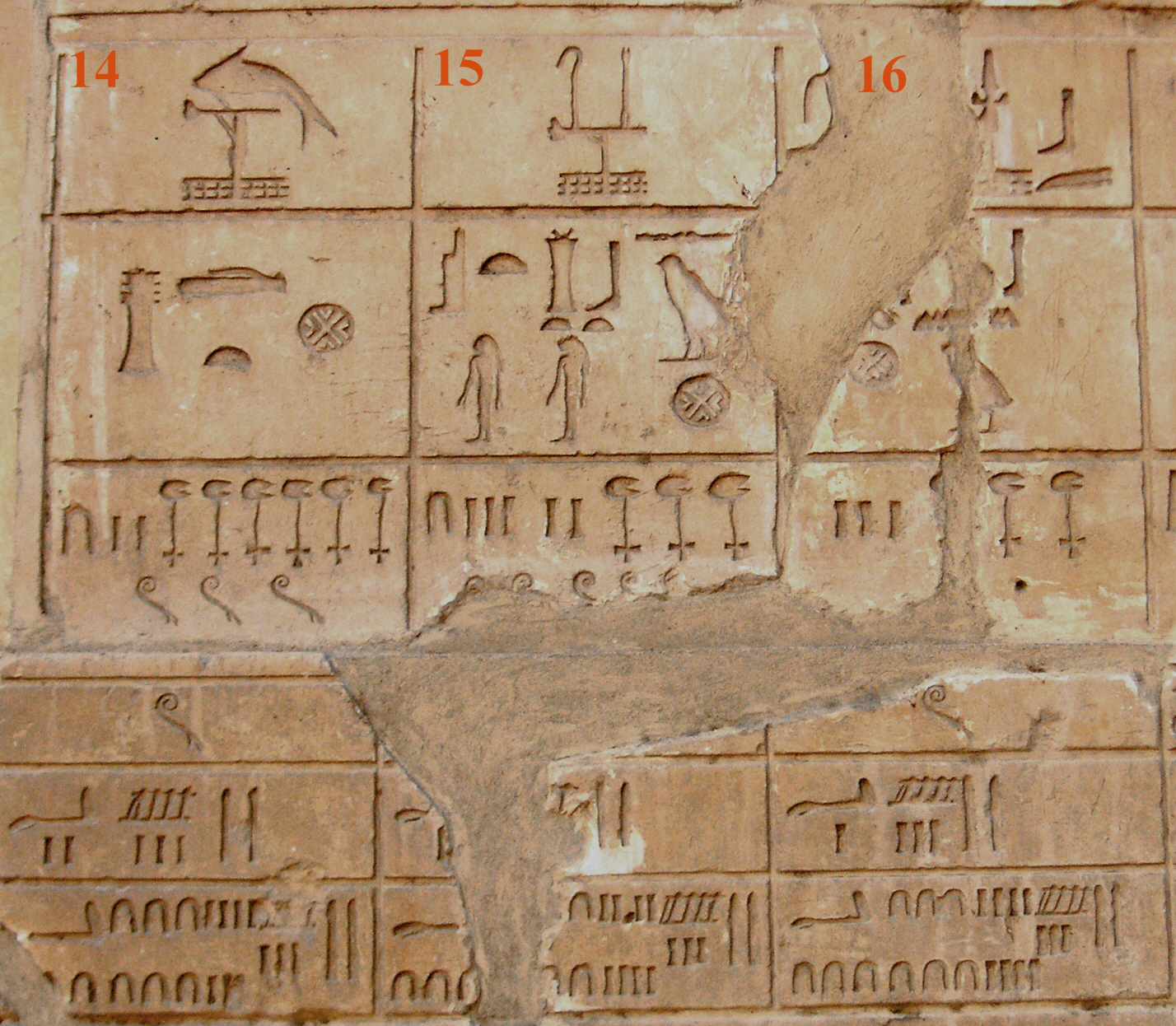
Tehut, nomo XV, en el muro de la "Capilla Blanca" en Karnak.

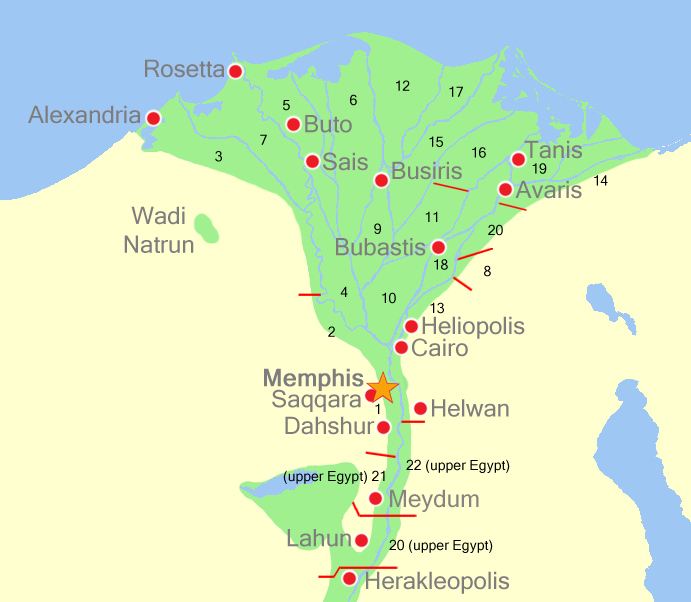
Mapa con la ubicación de los nomos del Bajo Egipto.

El nomo del Ibis o Tehut (bḥˁ) es uno de los 42 nomos (división administrativa) del Antiguo Egipto. Es uno de los veinte nomos del Bajo Egipto y lleva el número XV.

## Geografía
La fundación de un nuevo nomo siempre fue motivo de grandes celebraciones. No se puede determinar el tamaño exacto de este nomo, aunque, por lo general, tenían entre 30 y 40km de largo, dependiendo su superficie del ancho del valle del Nilo o del comienzo del desierto.

## Ciudades
Su capital (niwt) era Ba'h / Hermópolis Parva (también Weprehwy, hoy Al Baqliya), construida en el cruce de las carreteras principales y otra ciudad important fue Tjaru/Sile (hoy Tell Abu Sefeh).

## Dioses
El dios protector del nomo era Thot, Teḥuti, para los egipcios, que parece ser
derivado del supuesto nombre más antiguo del ibis, teḥu.
Otras deidades a las que se daban culto eran las contenidas en la Ogdóada, ocho deidades primordiales, también llamadas "las almas de Thot".
En la capital existía un templo (Het net, “Castillo de Dios”) del dios Thot.